# Johan Christian Schrødersee (generalpostdirektør)
 Der er flere personer med dette navn, se Johan Christian Schrødersee (søofficer).
Johan Christian Schrøder (de) Schrødersee, født Schrøder (1706 – 1772) var en dansk generalpostdirektør.
Schrøder blev virkelig borgmester i København 7. marts 1749, blev 1747 justitsråd, 1752 etatsråd, 1760 virkelig etatsråd. Senere blev han konferensråd, generalpostdirektør og kabinetssekretær. Han blev 28. december 1759 adlet med navnet (de) Schrødersee. Hans datter Sophia Magdalena de Schrødersee (1746-1801) ægtede Theodor Holmskiold, mens en søn døde før faderen selv.
Da Johan Christian Schrødersee døde i 1772 uden mandlige efterkommere, blev adelsskabet 1777 overført til brodersønnen, søofficeren Johan Christian Schrøder (1751-1801) og dennes broder, generalmajor og kammerherre Lorentz Schrødersee (1749-1829)